# Állatfarm (film, 1999)
Az Állatfarm (eredeti cím: Animal Farm) 1999-ben bemutatott, John Stephenson által rendezett amerikai film, amely George Orwell 1945-ös azonos című regényének adaptációja. Az élőszereplős játékfilm producerei Greg Smith és Robert Halmi. A forgatókönyvet Alan Janes és Martyn Burke írták. A tévéfilm a Hallmark Film és az Animal Farm Productions gyártásában készült, a Turner Network Television forgalmazásában jelent meg. A zenéjét Richard Harvey szerezte. Műfaja filmdráma és filmvígjáték.
Amerikában 1999. október 3-án vetítették le a televízióban, Magyarországon 2007. november 23-án adták ki DVD-n. A magyar változatot először az M2 vetítette a televízióban, majd később az M1 és a D1 TV is sugározta.

## Cselekmény
A történetben egy angol farmon lakó állatok sikerrel lázadnak fel emberi gazdájuk ellen, de ezzel csak egy sokkal kegyetlenebb zsarnokságot hoznak magukra.

## Szereplők
| Szereplő        | Eredeti hang        | Magyar hang      |
| --------------- | ------------------- | ---------------- |
| Jessie          | Julia Ormond        | Kovács Vanda     |
| Hógolyó         | Kelsey Grammer      | Kárpáti Levente  |
| Napóleon        | Patrick Stewart     | Orosz István     |
| Süvi            | Ian Holm            | Holl Nándor      |
| Őrnagy          | Peter Ustinov       | Versényi László  |
| Benjamin        | Pete Postlethwaite  | Fazekas István   |
| Mollie          | Julia Louis-Dreyfus | Koffler Gizi     |
| Bandi           | Paul Scofield       | Juhász György    |
| Mózes           | Charles Dale        | Balázsi Gyula    |
| Malvin          | N/A                 | Molnár Ilona     |
| Patkány         | N/A                 | Bodrogi Attila   |
| Fodgmeg         | N/A                 | Papucsek Vilmos  |
| Tehén           | N/A                 | Fésűs Bea        |
| Birka           | N/A                 | Czifra Krisztina |
| Tyúk            | N/A                 | Csampisz Ildikó  |
| Szereplő        | Színész             | Magyar hang      |
| Mr. Jones       | Pete Postlethwaite  | Barbinek Péter   |
| Mr. Pilkington  | Alan Stanford       | Áron László      |
| Mrs. Jones      | Caroline Gray       | Antal Olga       |
| Mrs. Pilkington | Gail Fitzpatrick    | Incze Ildikó     |
| Dennis          | Jimmy Keogh         | Cs. Németh Lajos |
| Eric            | Noel O’Donovan      | Vári Attila      |
| Pilkington fiai | Sean Fitzsimons     | Komáromi Márk    |
| Pilkington fiai | Conor Kirwan        | Penke Bence      |
| Mr. Frederick   | N/A                 | Csuha Lajos      |
| Lómészáros      | N/A                 | Sturcz Attila    |
| Férfi a TV-ben  | N/A                 | Fehér Péter      |